# Хайн, Карл
Карл Хайн (нем. Karl Hein; 11 июня 1908, Гамбург — 10 июля 1982, Гамбург) — немецкий легкоатлет, специалист по метанию молота. Выступал за сборную Германии по лёгкой атлетике во второй половине 1930-х годов, чемпион летних Олимпийских игр в Берлине, чемпион Европы, пятикратный победитель национального чемпионата.

## Биография
Карл Хайн родился 11 июня 1908 года в Гамбурге, Германская империя.
Занимался лёгкой атлетикой с юных лет, имел определённые успехи в метании диска, толкании ядра и других дисциплинах, но в начале 1930-х годов в связи с женитьбой решил завершить спортивную карьеру. Позже, однако, был вдохновлён просмотром фильма об Олимпийских играх 1932 года в Лос-Анджелесе, где увидел выступление выдающегося ирландского метателя молота Пэта О’Каллагана, и возобновил тренировки. Проходил подготовку в гамбургском клубе «Санкт-Георг».
В 1936 году стал чемпионом Германии в метании молота, вошёл в основной состав немецкой национальной сборной и удостоился права защищать честь страны на домашних летних Олимпийских играх в Берлине. В итоге с олимпийским рекордом 56,49 метра превзошёл здесь всех соперников и завоевал золотую олимпийскую медаль.
В 1938 году выступил на чемпионате Европы в Париже, где так же выиграл золото, метнув молот на 58,77 метра.
Впоследствии Хайн ещё достаточно долго оставался действующим спортсменом, в частности успешно выступал и после Второй мировой войны. Так, в 1956 году в возрасте 48 лет он стал вторым на чемпионате Германии. В общей сложности в течение своей длительной спортивной карьеры пять раз выигрывал немецкое национальное первенство (1936—1938, 1946—1947), трижды был вторым (1942—1943, 1956) и трижды третьим (1939, 1941, 1948).
За выдающиеся достижения в лёгкой атлетике в 1962 году был удостоен награды Рудольфа Харбига.
Его сын Карл-Петер тоже достаточно успешно занимался лёгкой атлетикой, выступал на национальном уровне в метании молота.
Умер от сердечного приступа 10 июля 1982 года в Гамбурге в возрасте 74 лет. Похоронен на Ольсдорфском кладбище.